# Mecanisme GIM
En teoria quàntica de camps, el mecanisme GIM (o mecanisme de Glashow–Iliopoulos–Maiani) explica per què els processos electrofebles de corrent neutre entre partícules que canvien el sabor de les partícules interactuants ("flavour-changing neutral currents", o FCNCs, en anglès) són suprimits en diagrames de bucle. També explica perquè les interaccions febles que canvien l'estranyesa en 2 unitats (transicions ΔS = 2) són suprimides, mentre que els canvis d'una unitat d'estranyesa (transicions ΔS = 1) són permeses, però només amb interaccions de corrent carregat (i.e. amb intercanvi de bosons W).

Desintegració leptònica rara del Kaó neutre proposta en el mecanisme GIM.

El mecanisme fou proposat per Sheldon Lee Glashow, John Iliopoulos i Luciano Maiani al seu paper "Interaccions febles amb simetria hadró-leptó" publicat a la revista Phys. Rev. D el 1970.
Quan el mecanisme de GIM fou proposat, només es coneixia l'existència de tres quarks (amunt, avall, i estrany). Glashow i James Bjorken havien ja predit un quart quark el 1964, però basats en poques evidències. El mecanisme de GIM tanmateix, requeria l'existència d'un quart quark, i per això la predicció del quark d'encant és normalment associada amb Glashow, Iliopoulos i Maiani.
El mecanisme és basat en la unitarietat de la matriu de barreja de sabors (matriu CKM) del corrent feble carregat, caracteritzat per un diagrama "capsa" de bucles amb dos vèrtexs implicant l'intercanvi de dos bosons W. Encara que els intercanvis de bosó Z són neutres en sabor (i.e. prohibeixen les FCNC), l'esquema de capsa indueix una FCNC, però amb una probabilitat molt petita. La petitesa ve donada per la diferència al quadrat de les masses dels diferents quarks virtuals ({\displaystyle m_{q}^{2}}) intercanviats al diagrama de capsa, originalment quarks u i c, a l'escala d'energia de la massa del W ({\displaystyle m_{W}}). És a dir són suprimits per un factor {\displaystyle \propto m_{q}^{2}/m_{W}^{2}}.
Aquest fet explica perquè les FCNC són tan improbables, resultant en la desintegració rara, {\displaystyle K_{L}\to \mu ^{+}\mu ^{-}}, il·lustrada a la gràfica. Si la diferència de masses dels quarks fos ignorada, el signe negatiu entre el dos diagrames de capsa que interfereixen (com a conseqüència, en si mateix, de la unitarietat de la matriu CKM) portaria a una anul·lació completa del procés i, per tant, a un efecte nul.